# Chicxulub-kráter

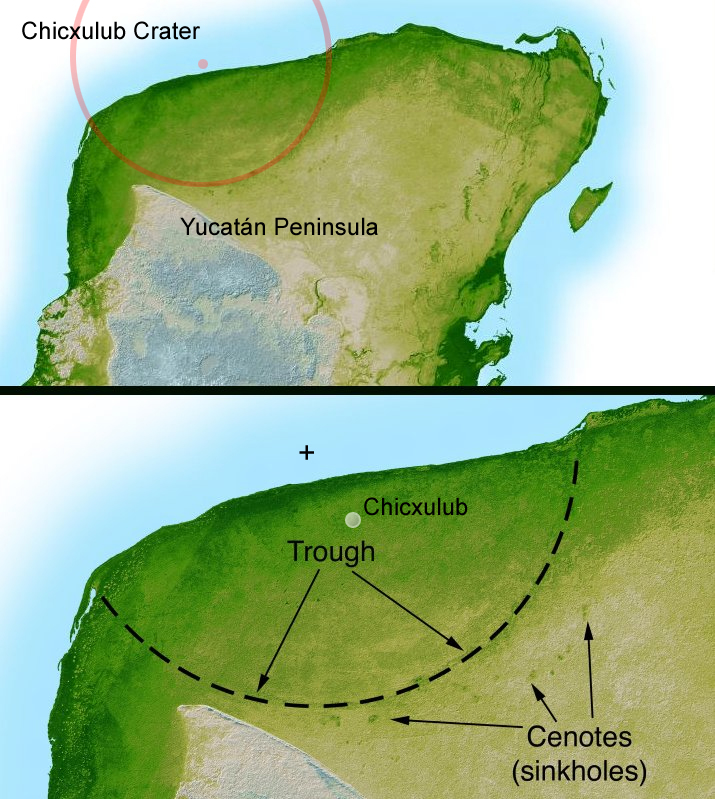
A Chicxulub-kráter a Yucatánon: a radartopográfia 170 kilométer átmérőjű krátert mutatott ki, a szegélyénél található víznyelők (cenoték) arra utalnak, hogy a becsapódás óceáni medencét hagyhatott maga után.

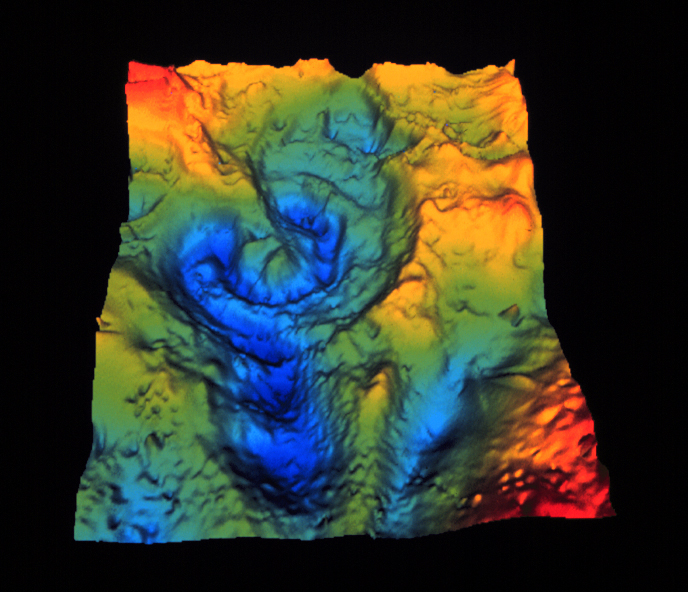
A kráter gravitációs anomália-térképe.

A Chicxulub-kráter (ejtsd: t͡ʃikʃuˈluɓ) egy óriási, ősi becsapódási kráter, melynek nyomai a mexikói Yucatán-félszigeten, illetve annak közelében, a tengeraljzaton maradtak fenn. 170 kilométeres átmérőjével az ismert becsapódási kráterek közül a közepes méretűek közé tartozik. Középpontja a mexikói Chicxulub városka közelében van, melyről a nevét kapta (a maja szó jelentése „az ördög (démon) farka”, „az ördög szarva”, „az ördög bolhája” vagy „az elkapott (szarvas) szarva (agancsa)”). A képződményt létrehozó kisbolygó legalább 10 kilométer átmérőjű volt. A 2010-es eredmények bizonyították, hogy a meteorit lényegesen nagyobb lehetett, mint gondolták. Átlagosan 10–11 km-re becsülik.
A krátert Glen Penfield geofizikus fedezte fel, miközben kőolaj után kutatott a Yucatánon, az 1970-es évek végén. A becsapódásról a kráterben talált sokkolt kvarc és a közelében található tektitek mellett a területen tapasztalható gravitációs anomália tanúskodik. Az izotópanalízis alapján a becsapódásra a kréta időszak végén, durván 66 millió évvel ezelőtt kerülhetett sor. Mivel ez nagyjából egybeesik az úgynevezett K-T határral, sok tudós szerint a becsapódás lehetett a dinoszauruszok kihalásaként ismert kréta-tercier esemény fő oka, ám vannak akik szerint a Föld élővilágának pusztulásában más tényezők is közrejátszottak, illetve vannak akik azt feltételezik, hogy több, ebben az időszakban történt becsapódás egyike lehetett. Az újabb keletű bizonyítékok arra utalnak, hogy a becsapódó tárgy egy olyan nagyobb aszteroida darabja volt, amely 160 millió évvel ezelőtt töredezett szét, egy a bolygótól távol bekövetkezett ütközés során.

## Felfedezés
1978-ban Glen Penfield a mexikói állami olajtársaság, a Petróleos Mexicanos (Pemex) számára légi mágneses vizsgálatot folytatott a Mexikói-öbölben, a Yucatán-félszigettől északra. Geofizikai adatokat gyűjtött, hogy a segítségükkel a cég új olajlelőhelyeket találjon. Ezen adatokat elemezve bukkant egy 70 kilométeres átmérőjű, szembetűnő szimmetriát mutató földalatti ívre. Ezután szert tett egy 1960-as években készült térképre, amely a Yucatán gravitációs anomáliáit ábrázolja. Ugyanezen térkép alapján egy évtizeddel korábban Robert Baltosser alvállalkozó már feltételezte, hogy becsapódási maradványokról van szó, a Pemex akkori üzletpolitikai szabályai miatt azonban ezt nem hozhatta nyilvánosságra. Penfield magán a félszigeten rálelt egy másik, észak felé mutató ívre és a két térképet összehasonlítva rájött, hogy az ívek egy 180 kilométer átmérőjű körré állnak össze, és biztosra vette, hogy ezt csak egy kataklizma hozhatta létre.
A Pemex továbbra sem engedélyezte a vizsgálatok adatainak nyilvánosságra hozását, de megengedte, hogy Penfield és a cég egy munkatársa, Antonio Camargo 1981-ben ismertessék a felfedezést a Society of Exploration Geophysicists (Kutató Geofizikusok Társasága) konferenciáján. Ebben az évben kevesen vettek részt a konferencián – ironikus módon a becsapódási események és a K-T határ sok szakértője éppen ekkor egy másik konferencián volt – és a jelentés sem váltott ki nagy visszhangot. Penfieldnek rengeteg geofizikai adat állt rendelkezésére, de kőzetmintái és a becsapódást bizonyító egyéb kézzelfogható bizonyítékai nem voltak.
Tudott róla azonban, hogy 1951-ben a Pemex kutatófúrásokat végzett a térségben és az egyik furatban 1,3 kilométer mélyen vastag andezitréteget találtak. Ez a réteg keletkezhetett egy nagy becsapódás gerjesztette hőtől és nyomástól, de a kutatás idejében lávahalomnak gondolták. Ez a feltételezés azonban nem állt összhangban a környék geológiai sajátosságaival. Mikor Penfield megpróbált szerezni a mintákból, közölték vele, hogy elvesztették, vagy megsemmisítették azokat. Nem sikerült eljutnia a fúrás helyére sem, így felhagyott a kereséssel, publikálta eredményeit és visszatért a Pemex számára végzett munkájához.
Ugyanebben az időben adta közre Luis Walter Alvarez azt a hipotézisét, amely szerint a Föld összeütközött egy égitesttel. 1981-ben az Arizonai Egyetem kutatói, Alan R. Hildebrand és William V. Boyton, anélkül, hogy ismerték volna Penfield eredményeit, egy vázlatos becsapódási elméletet jelentettek meg, és keresni kezdték a becsapódási krátert. A bizonyítékaik közt olyan zöldesbarna agyagminták szerepeltek, amelyekben a szokottnál több volt az irídium, sokkolt kvarcszemcséket és apró, tektitnek tűnő üveggyöngyöcskéket tartalmaztak. A vastag, összekevert, érdes sziklatörmelékről azt feltételezték, hogy becsapódás keltette egy kilométer magas cunami sodorta magával, majd hagyta hátra egy másik helyen. Ilyen lerakódásokat több helyről ismertek, de úgy tűnt, hogy a Karib-medencében koncentrálódnak, a K-T határ idejéről származó kőzetrétegben. Így amikor Florentine Morás professzor Haitin olyan maradványokat fedezett fel, amelyeket egy vulkánkitörés nyomainak gondolt, Hildebrand felvetette, hogy egy közelben történt becsapódáshoz kötődhetnek. A K-T határon gyűjtött mintákon végzett teszt nagyobb mennyiségű tektit üveget mutatott ki, amit csak egy aszteroida-becsapódás vagy egy atombomba robbanás során keletkező hő hozhat létre.
1990-ben Hildebrand a Houston Chronicle újságírójától, Carlos Byarstől értesült Penfield korábbi felfedezéséről. Az év áprilisában kapcsolatba lépett vele, és hamarosan rátaláltak két New Orleansban őrzött Pemex-kőzetmintára. Hildebrand csapata megvizsgálta a mintákat, és arra a következtetésre jutott, hogy azok metamorf kőzetek.
1996-ban kaliforniai kutatók, köztük Kevin Pope, Adriana Ocampo és Charles Duller a Yucatán műholdas képeit tanulmányozva víznyelő (cenote) gyűrűire bukkantak a Chicxulub közepén, ott, ahol Penfield a földalatti ívet találta. Ezeket a becsapódási kráter falának beroskadása hozhatta létre. A későbbi bizonyítékok azt sugallták, hogy a kráter valós átmérője a 300 kilométert is elérhette, és a Penfield által talált gyűrű csak egy belső fala volt.

## A becsapódás sajátosságai

A becsapódást és a kráter ezt követő formálódását bemutató animáció (kattints a képre).

A becsapódó test átmérője mintegy 10 kilométer lehetett. A becsapódás a becslések szerint 400 zettajoule (4×1023 joule) energiát szabadíthatott fel, ami 100 teratonna TNT felrobbanása keltette energiának felel meg. Összehasonlításképp: az ember által kifejlesztett legnagyobb hatóerejű atomfegyver, a Cár-bomba detonációja 50 megatonna erejű volt, a chicxulubi becsapódás energiája azonban ezt kétmilliószor haladta meg. Még a legnagyobb ismert vulkánkitörés energiája is eltörpül emellett: a La Garita Kalderát létrehozó kitörés 10 zettajoule energiát szabadított fel. Az égi objektum a bolygó lehető legrosszabb helyén, a lehető leghalálosabb szögben csapódott be, emiatt szabadultak fel és kerültek az atmoszféra felső rétegébe a klímaváltozást okozó gázok, köztük óriási mennyiségű kén. A mexikói Yucatán-félszigeten lévő mintegy 200 kilométer átmérőjű, ma is látható kráter vizsgálatából és számítógépes szimulációkból a szakemberek megállapították, hogy a becsapódási szög mintegy 60 fokos lehetett. Erről a Nature Communications tudományos folyóiratban tájékoztattak.

## Hatások
A becsapódás a Föld történetének legnagyobb feltételezett, több száz méteres magasságú óriáscunamijait hozta létre. A felizzott por, hamu és gőz hatalmas mennyiségben szökött a magasba, amikor a tárgy a másodperc törtrésze alatt eltemetődött a talajban. A kilökődött anyag a tárgy darabjaival együtt visszahullva az atmoszférában felizzott, és a földfelszínre hullva felhevítette a talajt és globális tüzeket okozhatott; miközben az ütközés keltette lökéshullámok földrengésekhez és vulkánkitörésekhez vezettek. A visszahullott por és füst évekre vagy akár egy évtizedre is beboríthatta a földfelszínt, mostoha körülményeket teremtve az élőlények számára. Az ütközés energiája által a kőzetekből felszabadított nagy mennyiségű szén-dioxid drámai üvegházhatást hozhatott létre. A közvetlen következmény azonban az lehetett, hogy az atmoszférába került por miatt a napfény nem érhette el a földfelszínt, amely emiatt jelentősen lehűlt. A növényi fotoszintézis megszakadhatott, jelentős hatást gyakorolva az egész táplálékláncra.
2008 februárjában az austini Texasi Egyetemhez tartozó Jackson School of Geosciences Sean Gulick által vezetett kutatócsoportja a kráterről készült szeizmikus képeket használta fel annak eldöntésére, hogy a becsapódó tárgy mélyebb vízbe zuhant-e, mint ahogy azt korábban gondolták. Kijelentették, hogy ez megnövelhette a légkörbe jutó szulfát aeroszolok mennyiségét. A sajtóban megjelent hír szerint ez „kétféle módon is halálosabbá tehette a becsapódást: az éghajlat megváltoztatásával (a légkör felső részébe jutó szulfát aeroszolok lehűlést okozhattak) és a savas esők révén (a vízpára elősegíti, hogy a légkör alsó részébe jutó szulfát aeroszolok savas esőt okozzanak)”.

### Geológia és morfológia
1991-es cikkükben Hildebrand, Penfield és társaik leírták a becsapódási hely geológiáját és összetételét. A becsapódás feletti kőzetek majdnem 1000 méter vastag márga és mészkő rétegek. Ezek korát a paleocén idejére datálták. A rétegek alatt több mint 500 méter vastagon andezit üveg és breccsa található. Ezek az andezittartalmú magmás kőzetek csak a hasonló, feltételezett becsapódási helyekre jellemzőek; szokványos módon a nagy mennyiségű földpát és augit is csak a becsapódástól megolvadt kőzetekben fordul elő, a sokkolt kvarchoz hasonlóan. A K-T határ a területen belül 600 és 1100 méter közötti mélységben helyezkedik el normális esetben, a térségtől 5 kilométerre pedig 500 méter mélyen. A kráter éle mellett cenoték (víznyelők) csoportjai találhatók, ami arra utal, hogy a hely a harmadidőszakban, a becsapódás után víz alatti medence volt. A medence talajvize feloldotta a mészkövet, létrehozva a barlangokat és a cenotékat a felszín alatt. A cikk emellett megjegyzi, hogy a kráter megfelelő forrásnak tűnik a Haitin talált tektitek számára.

### Eredet
2007. szeptember 5-én a Nature című folyóiratban egy beszámoló jelent meg a Chicxulub-krátert létrehozó aszteroida eredetére vonatkozóan. A szerzők, William F. Bottke, David Vokrouhlický és David Nesvorný kijelentették, hogy egy, a kisbolygóövben 160 millió évvel ezelőtt bekövetkezett ütközés hozta létre Baptistina-családot, melynek legnagyobb fennmaradt tagja a 298 Baptistina. Feltevésük szerint a Chicxulub-aszteroida is a csoport egyik tagja lehetett. A Chicxulub és a Baptistina közötti kapcsolatot erősíti a becsapódó tárgy mikroszkopikus darabjaiban levő nagy mennyiségű karbonát, ami arra utal, hogy a tárgy a Baptistinához hasonlóan a ritka karbonát kondrit aszteroidák egyike volt. Bottke szerint a Chicxulub-aszteroida egy jóval nagyobb, körülbelül 170 kilométeres átmérőjű égitest darabja lehetett, és egy másik becsapódó tárggyal együtt 60 kilométer átmérőjű volt.

### A Chicxulub és a tömeges kihalás
A Chicxulub-kráter támogatta a Luis Walter Alvarez és geológus fia, Walter Alvarez, valamint Frank Asaro által felállított elméletet, ami szerint a számos növény- és állatcsoport, köztük a dinoszauruszok kihalását egy bolida becsapódása okozhatta. Alvarezék, akik ekkoriban a Kaliforniai Egyetemen dolgoztak, kijelentették, hogy a kihalási esemény nagyjából egyidős a Chicxulub-kráter kialakulásának megállapított idejével. Az elméletet a tudományos közösség széles körben elfogadta, általánosan azonban nem. Egyes kritikusok, köztük az őslénykutató Robert T. Bakker szerint egy ilyen becsapódás megölte volna a békákat is – többek között –, melyek túlélték a kihalási eseményt. A Princetoni Egyetem kutatója, Gerta Keller kijelentette, hogy a Chicxulubból származó újabb keletű magminták azt bizonyítják, hogy a becsapódás 300 000 évvel a tömeges kihalás előtt történt, így nem lehet annak kiváltó oka.
A fő bizonyíték a kráter becsapódási eredetére vonatkozóan a világszerte megtalálható K-T határban levő vékony agyagrétegben van. Az 1970-es évek végén Alvarezék és kollégáik bejelentették, hogy nagy mennyiségű irídiumot tartalmaz. A rétegben az irídium szintje 0,006 mg/kg, miközben átlagos koncentrációja a földkéregben csak 0,0004 mg/kg. A kondritok ebből az elemből 0,55 mg/kg-ot tartalmaznak. A feltételezés szerint az irídium elterjedt a légkörben, amikor a becsapódó tárgy elporladt, majd szétterült a földfelszínen az aszteroidából származó egyéb anyagokkal együtt, létrehozva az irídiumban gazdag agyagréteget. Ennek az agyagos rétegnek a tényleges egykorúságát azonban eddig még nem sikerült bizonyítani, az irídium pedig származhat más forrásokból is – például vulkanizmusból.

## A több becsapódás elmélete
Több, napjainkban felfedezett, az északi szélesség 20° és 70°-a között fekvő becsapódási kráter keletkezésének ideje hibahatáron belül megegyezik a Chicxulub-kráterével. Ilyen kisebb kráterek a Silverpit-kráter az Északi-tenger alatt és a bovtiskai kráter Ukrajnában. Mindkettő jóval kisebb a Chicxulubnál, de feltehetően mindkettőt több tíz méteres, földbe csapódó tárgyak hozták létre. Ez vezetett ahhoz a feltételezéshez, ami szerint ezeket a krátereket egyetlen, a Föld felé vezető pályáján darabokra hullott égitest darabjai hozták létre, melyek közel egyidőben csapódtak be. Az India partjainál, az óceánban levő Siva-kráter valószínűleg szintén ekkoriban jött létre, de a becsapódási eredetét még nem bizonyították minden kétséget kizáróan.
A Shoemaker–Levy 9 üstökös 1994-es Jupiterbe csapódása igazolta, hogy a gravitációs kölcsönhatások képesek darabokra törni egy kisebb égitestet, néhány nap alatt több ütközést is lehetővé téve. Az üstökösök gyakran kerülnek erős gravitációs mezőbe a gázóriások közelében, így nagyon valószínű, hogy ilyenek a múltban is történtek. Ez bekövetkezhetett 66 millió évvel ezelőtt is.
2006-ban Ken MacLeod a Missouri-Columbia Egyetem geológiaprofesszora az egyszeres becsapódási elmélet bizonyítására elemezte az óceánaljzatról származó üledékeket. A vizsgálatsort a Chicxulub-krátertől 4500 kilométerre kezdte meg, hogy ellenőrizze az üledék összetételének esetleges változásait a becsapódási helyen, a krátertől olyan távolságban, ahová a becsapódás hatásai még elérhettek. Az elemzés kimutatta, hogy az üledékben a becsapódási törmelék csak egyetlen réteget alkotott. Gerta Keller és a többszörös becsapódási elmélet más támogatói szerint az eredmények „túlértékeltek”, és nem értenek egyet MacLeod következtetésével.

## Lásd még
- becsapódási kráter
- becsapódási kráterek listája
- észak-amerikai becsapódási kráterek listája
- Perm–triász kihalási esemény
- Dekkán-trapp
- A kihalások okai

## Fordítás
- Ez a szócikk részben vagy egészben  a   Chicxulub crater című angol Wikipédia-szócikk ezen változatának fordításán alapul.  Az eredeti cikk szerkesztőit annak laptörténete sorolja fel. Ez a jelzés csupán a megfogalmazás eredetét és a szerzői jogokat jelzi, nem szolgál a cikkben szereplő információk forrásmegjelöléseként.

### Magyar nyelven
- Tóth Imre: Kisbolygók ütközése és a dinoszauruszok kipusztulása, 2007. szeptember 11. (Hozzáférés: 2009. április 7.)
- Molnár Péter: Hipernóva okozta kihalások, 2007. március 23. [2010. január 26-i dátummal az eredetiből archiválva]. (Hozzáférés: 2009. április 7.)

### Angol nyelven
- Satellite image of the region. (Hozzáférés: 2009. április 7.)
- Numerous sinkholes (Cenotes) marked around Chicxulub crater. (Hozzáférés: 2009. április 7.)[halott link]
- NASA JPL: "A 'Smoking Gun' for Dinosaur Extinction", 2003. március 6. [2009. május 4-i dátummal az eredetiből archiválva]. (Hozzáférés: 2009. április 7.)
- Chicxulub, Crater of Doom. [2012. december 5-i dátummal az eredetiből archiválva]. (Hozzáférés: 2009. április 7.)